# Harald Suislepp

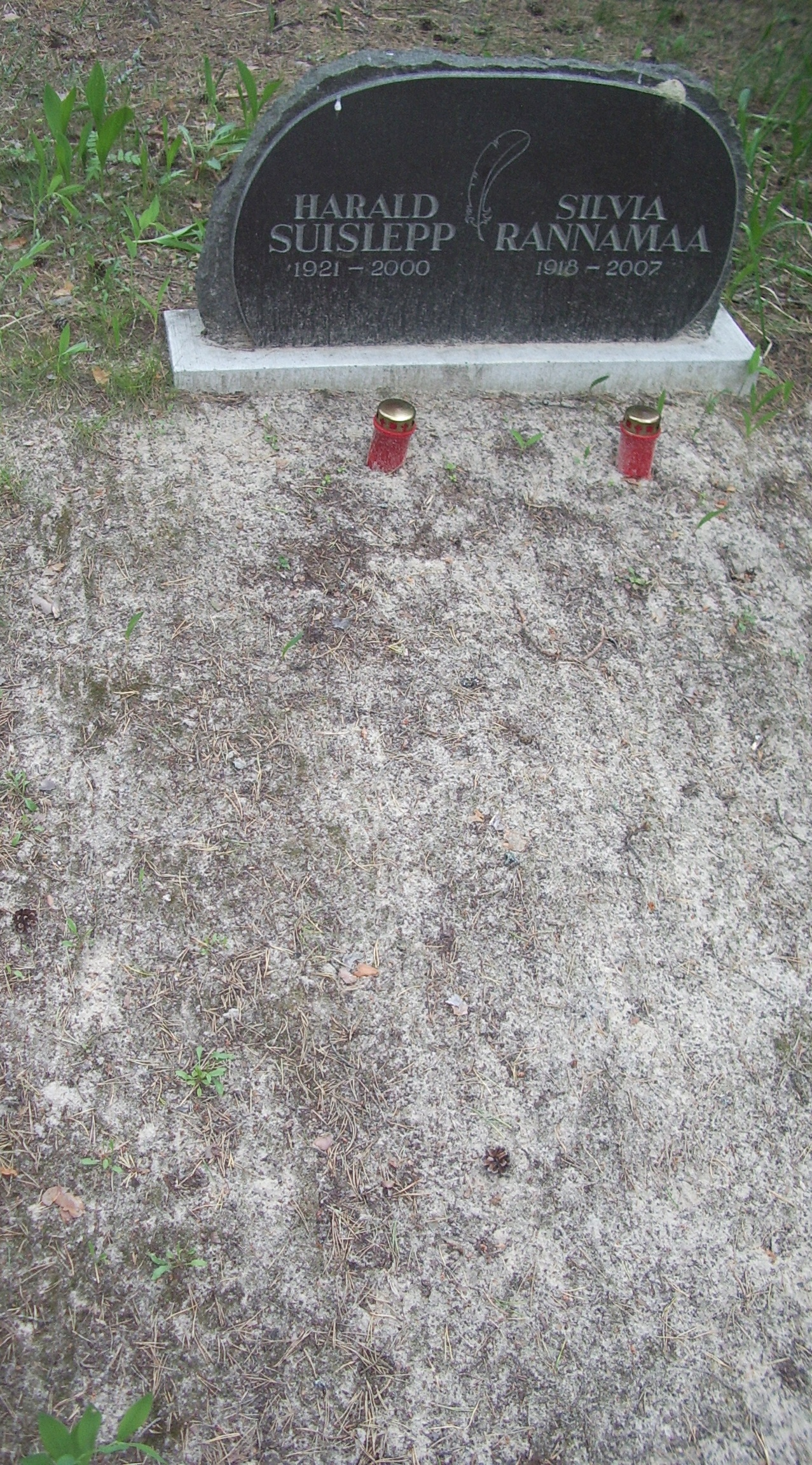
Grabmal von Harald Suislepp und Silvia Rannamaa

Harald Suislepp (* 11. Juni 1921 in Kunda, Estland; † 21. September 2000) war ein estnischer Schriftsteller und Journalist.

## Leben und Werk
Harald Suislepp nahm am Zweiten Weltkrieg in der sowjetischen Roten Armee teil.
Ab 1947 schlug Suislepp eine journalistische Laufbahn ein. 1955 schloss er sein Studium an der Parteischule des Zentralkomitees der Kommunistischen Partei Estlands (EKP) ab. Anschließend war er als Journalist bei verschiedenen Zeitungen tätig.
1960 wurde Suislepp verantwortlicher Sekretär der Literaturzeitschrift Looming und von 1965 bis 1967 verantwortlicher Sekretär der Kulturzeitschrift Sirp ja Vasara.
Daneben verfasste er auch zahlreiche Gedichte, Epigramme, Poeme und Versdramen, sowie Literaturkritiken und Kinderliteratur. Ein besonderer, hintersinniger Humor zieht sich durch Suislepps gesamtes literarisches Schaffen. Ab 1958 war Suislepp Mitglied des Estnischen Schriftstellerverbands. Sein belletristisches Werk ist heute fast vollständig vergessen.

## Werke

### Lyriksammlungen und Gedichte
- Tedretähed (1958)
- Suure Vankri jälgedes (1963)
- Kellakägu (humoristische Verse und Prosa, 1966)
- Aeg tuleb maa ja mere peal (autobiographisches Poem, 1968)
- Parool KKK. Poistepoeem (1968)
- Tuulest, luulest ja tuuleluulest (Epigramme, 1971)
- Lingukivist linavästrikuni (1976)
- Kaksikute tähtkujus (Auswahlsammlung der Gedichte 1936–1976, 1978)
- Peremärk ajas, inimeses, maailmas (Poem, 1985)
- Päikesesoe maakivi (1989)
- Köögertali kojutulek: lamba- ja ahviaasta päevaraamat (1994)
- Pung ja Pegasus (1998)

### Versdramen
- Kolme Tulbi tänav ehk Mu tütar on Torontos (1965)
- Ja sõna sai tinaks... (1969)
- Kolme Tulbi tänava kolm lugu (1981)